# ستيف بايرز
ستيف بايرز هو ممثل كندي، ولد في 31 ديسمبر 1976 في سكاربورو، تورنتو في كندا.

## أعمال

### أفلام
- (2003) هاوس أوف ذا ديد
- (2011) المخلدون[5][6]
- (2012) توتال ريكول[7][8]

### مسلسلات
- الرجل في القلعة العالية

## وصلات خارجية
- ستيف بايرز على موقع IMDb (الإنجليزية)
- ستيف بايرز على موقع ألو سيني (الفرنسية)
- ستيف بايرز على موقع أول موفي (الإنجليزية)
- ستيف بايرز على موقع قاعدة بيانات الفيلم (الإنجليزية)
- ستيف بايرز على موقع كينوبويسك (الروسية)